# Thielbek
Die Thielbek war ein 2.815 BRT großes deutsches Frachtschiff, das mit tausenden KZ-Häftlingen an Bord in der Endphase des Zweiten Weltkriegs am 3. Mai 1945 zusammen mit der Cap Arcona und der Deutschland in der Neustädter Bucht bei einem Angriff britischer Jagdbomber versenkt wurde.

## Bau und Indienststellung
Das 105,00 m lange und 14,70 m breite Frachtschiff war Ende der 1930er Jahre von der Hamburger Reederei Knöhr & Burchard bei der Lübecker Maschinenbau Gesellschaft geordert worden. Es lief 1939 mit dem Namen Goldbek vom Stapel. Die Ablieferung des im Januar 1940 fertiggestellten Schiffs erfolgte mit dem Namen Thielbek.

## Versenkung des Schiffs

### Hintergrund
Mit dem Näherrücken der Front löste die SS zahlreiche Konzentrationslager auf und schickte die Häftlinge auf Todesmärsche. Grundlage war der folgende per Fernspruch versandte Befehl:

„Fernspruch der Reichsführung SS 14. April 1945
An die Lagerkommandanten der Konzentrationslager. Die Übergabe kommt nicht in Frage. Das Lager ist sofort zu evakuieren. Kein Häftling darf lebendig in die Hände des Feindes gelangen. Heinrich Himmler Reichsführer SS“

So wurde Mitte April 1945 auch mit der Räumung des KZ Neuengamme begonnen, da die britische Artillerie bereits zu hören war. Aus den Außenlagern des KZ Neuengamme wurden Evakuierungstransporte und -märsche in Richtung Neustadt in Holstein zusammengestellt, um die Häftlinge dort auf Schiffe zu verladen.
Der bei der Werft Lübecker Maschinenbau Gesellschaft (LMG) liegende Dampfer Thielbek wurde vom Reichskommissar für die Seeschifffahrt („Reiko See“), dem Hamburger Gauleiter und SS-Obergruppenführer Karl Kaufmann, zur Unterbringung von Sträflingen bestimmt.

### Einschiffung der Häftlinge

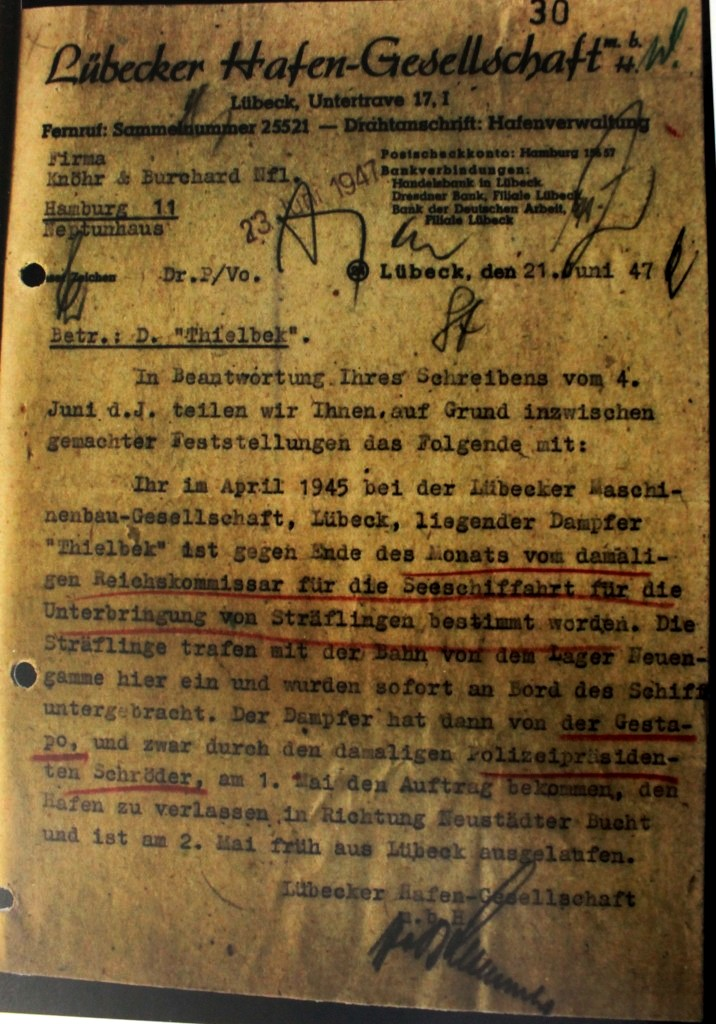
Schreiben an die Reederei über die Anordnung zur Verwendung des Schiffes

Von der SS wurde angeordnet, dass der Frachter Thielbek, der mit einem Ruderschaden in Lübeck in der Werft lag, 2.000 KZ-Häftlinge aus Neuengamme übernehmen sollte. Die Weigerung von Kapitän John Jacobsen wurde von der SS mit der Androhung von Waffengewalt beantwortet. Am 19. April 1945 wurde die Thielbek von der Werft in den Lübecker Industriehafen verholt. 
Am darauffolgenden Tag wurden insgesamt 2.300 KZ-Häftlinge auf die Thielbek gebracht, außerdem 280 Wachleute. Sie waren vom KZ Neuengamme nach Lübeck zum Teil in Güterwaggons (je nach Quelle) mit je 50 bis 120 Häftlingen pro Waggon transportiert worden. Der Transport wurde jedoch aufgrund von Tieffliegerangriffen mehrfach unterbrochen. Da die Reichsbahn nicht genug Zugmaterial zur Verfügung hatte, waren weitere Gruppen in Fußmärschen, in sogenannten Todesmärschen, nach Lübeck gelangt.
Neben Kapitän Jacobsen waren noch 18 zivile Seeleute an Bord; die Besatzung wurde von der SS zum Stillschweigen verpflichtet. Am 21. April kamen weitere Häftlinge an und wurden auf die Thielbek gebracht, so dass ihre Gesamtzahl (je nach Quelle) auf etwa 2800 oder bis zu 3500 stieg.
In den Laderäumen der Thielbek herrschte eine katastrophale Enge, es gab keine Verpflegung und zu wenig Trinkwasser. Während sich die anderen Schiffe der Häftlingsflotte bereits in der Lübecker Bucht befanden, lag die Thielbek wegen ihres Ruderschadens immer noch im Lübecker Hafen fest. Am 24. April wurde Kapitän von Lewinski vom Reichskommissar für die Seeschifffahrt Kaufmann als sachverständiger Berater für Schifffahrtsangelegenheiten nach Lübeck geschickt, um die Verladung der Häftlinge zu beobachten. Er sah der Verladung auf die Thielbek und Elmenhorst sowie die katastrophale Unterbringung auf der Cap Arcona. Er erstattete in Hamburg Bericht und kehrte nach Lübeck und auf die Cap Arcona zurück.

„Ich begab mich sofort auf die beim Silo liegenden Schiffe, wo ich zum ersten Mal das Elend der Konzentrationslagerhäftlinge sah. Ich besichtigte die Schiffe ‚Elmenhorst‘ und ‚Thielbek‘. Nach Angaben der Kapitäne befanden sich auf jedem Schiff ungefähr 2000 Menschen, etwa doppelt so viele, als die Schiffe für die kürzeste Zeit hätten aufnehmen können. Beide Schiffe waren reine Frachtdampfer, die für die Unterbringung von Menschen gänzlich ungeeignet waren und bestenfalls als Fährboote hätten verwendet werden können. Die Häftlinge lagen in den Laderäumen und an Deck dicht zusammengepfercht. Auf dem Achterdeck der ‚Thielbek‘ und an Land sah ich einige Leichen liegen.“

Am 1. Mai befahl der Lübecker Polizeichef Walther Schröder dem Kapitän, sofort auszulaufen. Am 2. Mai wurde die Thielbek vom Schlepper Travemünde und einem weiteren Schlepper auf die Ostsee zur Reede Neustadt geschleppt. Die auf dem Schiff gestorbenen Häftlinge ließ die SS-Bewachung über Bord werfen.

### Angriff am 3.Mai 1945

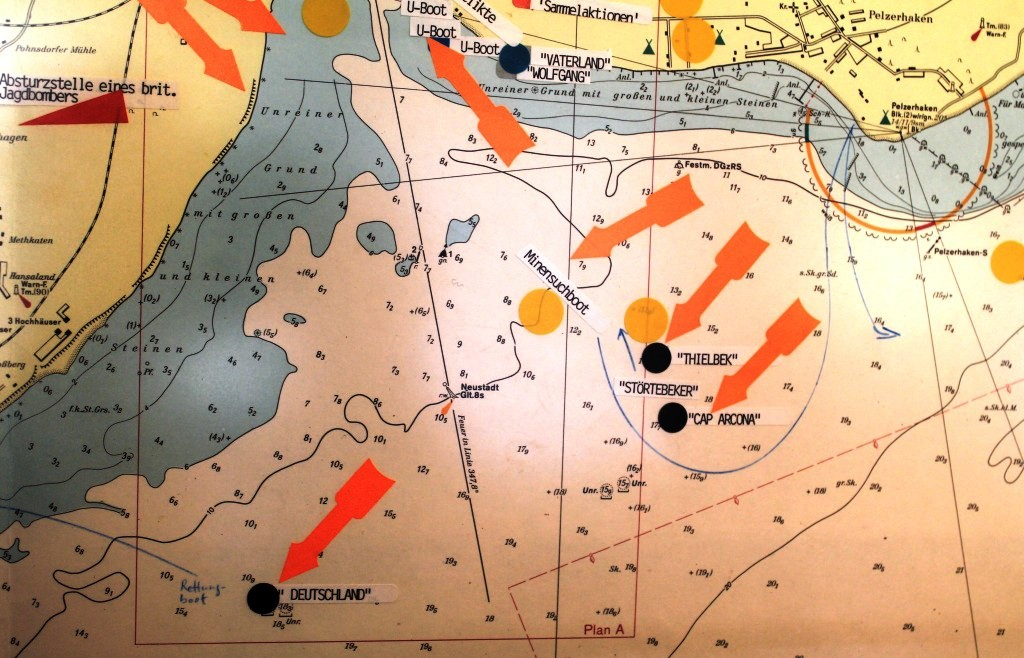
Situation am 3. Mai 1945 in der Neustädter Bucht

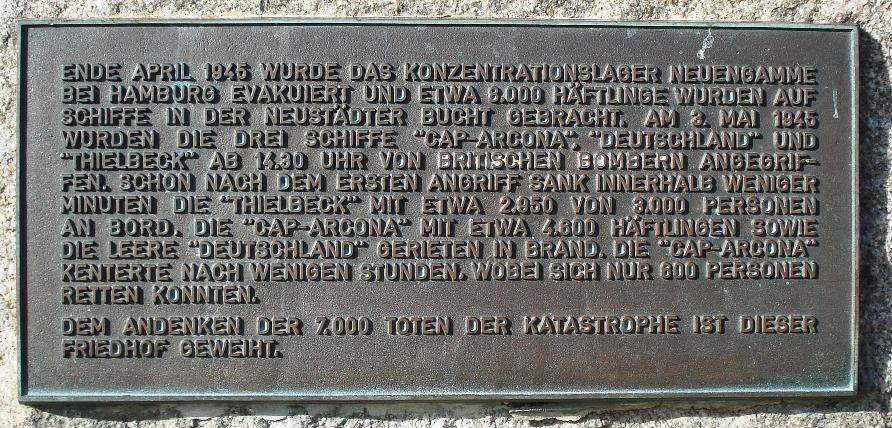
Erinnerungstafel an den Untergang der Cap Arcona und der Thielbek auf dem Ehrenfriedhof Cap Arcona bei Neustadt

Am 2. Mai traf sie kurz vor Lübeck auf den Konvoi mit den Häftlingen aus dem KZ Stutthof. Am 3. Mai 1945 wurde die Thielbek zusammen mit der Cap Arcona, der Athen und der Deutschland an ihrem Liegeplatz in der Neustädter Bucht von drei Wellen aus je 8–9 britischen Hawker-Typhoon-Jagdbombern der RAF Second Tactical Air Force angegriffen, da die Briten die Schiffe irrtümlich für deutsche Truppentransporter hielten.(54° 4′ 12″ N, 10° 50′ 24″ O) Vier Typhoons bekämpften fast gleichzeitig die etwa 800 Meter neben der Cap Arcona ankernde, sich heftig mit der Flak wehrende Thielbek, zunächst mit Raketen, dann mit ihren Bordkanonen. Die Thielbek wurde in Brand geschossen, an Deck brannten viele als Polstermaterial verteilte Strohballen. Die Rettungsboote waren zerschossen und unbrauchbar, Rettungswesten gab es nur für die Besatzung und das Wachpersonal. Das Wasser war mit 8 °C noch sehr kalt und die Entfernung zum rettenden Ufer war auch für gute Schwimmer zu groß. Die Thielbek erhielt starke Backbord-Schlagseite und versank in 15 Minuten. Zum Zeitpunkt des Untergangs befanden sich noch 2.800 Häftlinge auf dem Schiff, die fast alle ums Leben kamen.
Bei den Angriffen der britischen Flugzeuge wurden am 3. Mai insgesamt 23 Schiffe versenkt und 115 Schiffe beschädigt.

## Hebung des Wracks und spätere Nutzung
Im August 1949 wurde mit der Hebung des Wracks begonnen. Am 6. Februar 1950 wurde es nach Lübeck geschleppt, wo es am folgenden Tag eintraf. Im Rumpf der Thielbek wurden noch Leichen und Leichenteile von etwa 200 Opfern gefunden, die in Neustadt beigesetzt wurden. Das Schiff wurde bei der Lübecker Maschinenbau Gesellschaft instand gesetzt und fuhr ab 1950 unter dem Namen Reinbek wieder für Knöhr & Burchard. Im Jahr 1961 verkaufte die Reederei Knöhr & Burchard die Reinbek. Sie fuhr anschließend bis 1966 als Magdalene und danach bis 1974 als Old Warrior unter panamaischer Flagge. Im zweiten Quartal 1974 wurde das Schiff in Split vom Abbruchunternehmen Brodospas verschrottet.